# Haploschendyla splitensis
Haploschendyla splitensis är en mångfotingart som först beskrevs av Karl Wilhelm Verhoeff 1938.  Haploschendyla splitensis ingår i släktet Haploschendyla och familjen småjordkrypare.
Artens utbredningsområde är Kroatien. Inga underarter finns listade i Catalogue of Life.